# أندرسون جيل دي سامبايو
أندرسون جيل دي سامبايو (15 فبراير 1977 في البرازيل – )؛ هو لاعب كرة قدم سابق كان يلعب كمهاجم.

## وصلات خارجية
- أندرسون جيل دي سامبايو على موقع رابطة كرة القدم اليابانية للمحترفين (اليابانية)
- أندرسون جيل دي سامبايو على موقع قاعدة بيانات كرة القدم.إي يو (الإنجليزية)
- أندرسون جيل دي سامبايو على موقع عالم كرة القدم.نت (الإنجليزية)